# Juliana De Souza Nogueira
Juliana De Souza Nogueira (ur. 4 sierpnia 1988 w Americana w Brazylii) – siatkarka grająca jako atakująca. 
Obecnie występuje w drużynie Rio de Janeiro Volei Clube.